# Avellanosa de Muñó

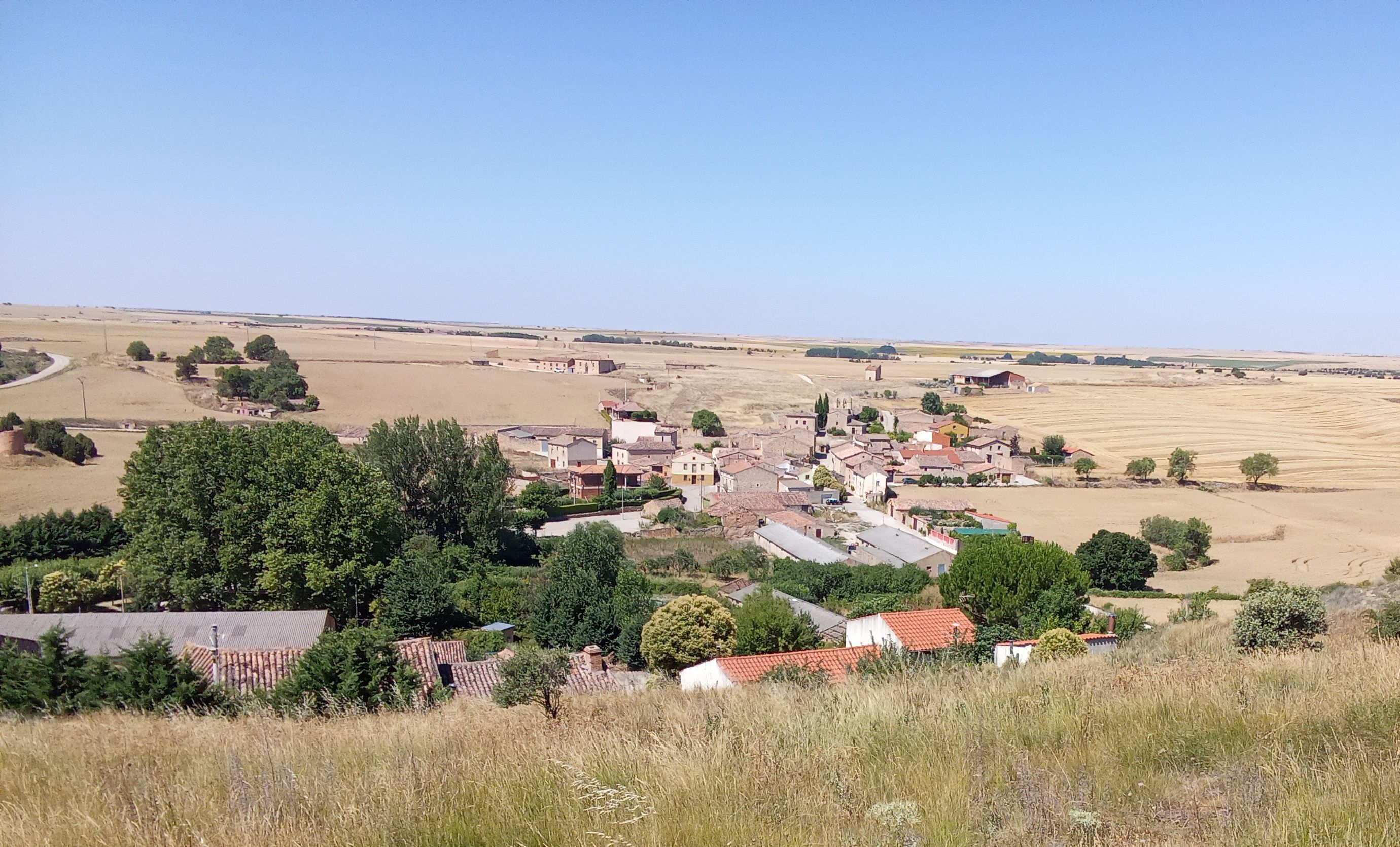
Vista de los dos barrios de Avellanosa

Avellanosa de Muñó es la denominación de una villa y de un municipio, código INE-032, en el partido judicial de Lerma, comarca del Arlanza, provincia de Burgos, Castilla la Vieja, hoy comunidad autónoma de Castilla y León (España).

## Geografía
Dista 45 km de la capital, en el valle del río Arlanza. Avellanosa de Muñó está cerca de Lerma en un punto equidistante entre Burgos y Aranda de Duero.
Municipio con pequeños núcleos de población que han sufrido, con la mecanización del campo, una fuerte pérdida y envejecimiento de población en los últimos 50 años, siendo su población residente significativamente inferior a su censo.

### Núcleos de población
Avellanosa es la capital del municipio, que cuenta además con tres entidades de población que son a su vez Entidades Locales Menores:
- Paúles del Agua
- Pinedillo
- Torrecitores del Enebral

## Demografía
Avellanosa de Muñó cuenta con una población de 97 habitantes (INE 2024).
| Gráfica de evolución demográfica de Avellanosa de Muñó entre 1842 y 2021 |
| |
| Población de derecho según los censos de población del INE. Población de hecho según los censos de población del INE.En este censo se denominaba Abellanosa de Muñó: 1842. Entre el censo de 1857 y el anterior, crece el término del municipio porque incorpora a Iglesiarrubia, Paules del Agua, Pinedillo, Torrecitores. Entre el censo de 1930 y el anterior, disminuye el término del municipio porque independiza a Iglesiarrubia. |

## Monumentos y lugares de interés
Los monumentos de interés son: la iglesia románica siglo XII-XVII, la torre medieval sita en Torrecitores del Enebral y la iglesia gótica con portada románica de Paúles del Agua. En Avellanosa se encuentran las cuevas del Pago, formación geológica de relativo interés.

## Economía
La actividad que se desarrolla en estos pueblos es fundamentalmente agraria, con cultivos tradicionales de secano, fundamentalmente la cebada caballar, combinados con otros cultivos tales como el girasol, leguminosas para pienso de ganado (veza, colza, guisantes) y otros de menor implantación (espliego).